# Senecio macrophyllus
Senecio macrophyllus là một loài thực vật có hoa trong họ Cúc. Loài này được Humb., Bonpl. & Kunth miêu tả khoa học đầu tiên năm 1818.